# Хайнрих фон Хомбург
Хайнрих фон Хомбург (на немски: Heinrich von Homburg; * 1228; † 1 ноември 1290) е господар на замък Хомбург при Щатолдендорф (1229 – 1289) в Долна Саксония.

## Произход и управление
Той е син на Бодо 'Млади' фон Хомбург († пр. 9 юли 1228), който е убит от граф Еверщайн.
През 1255 г. Хайнрих дава на Щатолдендорф права на град.

## Фамилия
Първи брак: с графиня Мехтилд фон Дасел († 1258), дъщеря на граф Адолф II фон Дасел († сл. 1257) и съпругата му Ерментруда фон Епщайн. Те имат децата:
- Бодо фон Хомбург († сл. 1316), господар на Хомбург, женен за Агнес фон Еверщайн († сл. 1306)
- Йохан фон Хомбург († 1296), женен за Гизела фон Ритберг († 1 ноември 1290), дъщеря на граф Конрад I фон Ритберг
- Хайнрих, абат на Корвей
- Бодо
- Кунигунда († сл. 17 февруари 1302), омъжена пр. 1274 г. за граф Херман IV фон Вьолтингероде-Вилдефюр-Волденберг († сл. 10 юли 1310) († сл. 10 юли 1310)

Втори брак: пр. 18 юли 1267 г. със София фон Волденберг († сл. 15 юли 1312), дъщеря на граф Хайнрих II 'Млади' фон Волденбург-Хоенбухен († 14 декември 1273) и Кунигунда фон Люхов. Те имат децата:
- Хайнрих (1290 – 1317), домхер в Хилдесхайм
- Херман (1289 – 1290)
- Гербург (1286), омъжена за Герхард фон Шалксберг
- София (1302 – 1305), монахиня в манастир Кемнаде, днес в Боденвердер
- Аделхайд (1305), монахиня в Кемнаде